# 和平使者中心
和平使者中心（羅馬化：Tsentr "Myrotvorets"）是總部位于乌克兰首都基輔的网站，发布被视为“乌克兰敌人”的人物名单，當中不时还包含个人信息。收錄的人物被認爲其行为有危害乌克兰国家安全、和平、人类安全和国际法的犯罪迹象。 该网站由乌克兰政治人物兼活动家格奥尔基·图卡于2014年12月推出。该网站人肉搜尋的行为受到了人权组织的批评。